# Canton d'Annecy
Le canton d'Annecy est un ancien canton français, situé dans les départements du département du Mont-Blanc, puis de la Haute-Savoie. Le chef-lieu de canton se trouvait à Annecy.
Mis en place lors de l'annexion de l'ancien duché de Savoie en 1792, il disparait lors de la restauration des États sardes de 1814. Lors de l'annexion du duché de Savoie à la France, en 1860, la région annécienne est divisée en deux cantons, Annecy-Nord et Annecy-Sud, puis en trois en 1973 et à nouveau en deux en 2014.

## Géographie
Le canton correspond au bassin constitué autour de la ville d'Annecy.

## Composition

### Canton d'Annecy-Sud (1861 à 1973)
- Annecy (en partie)
- Lovagny
- Nonglard
- Poisy
- Meythet
- Gevrier
- Chavanod
- Montagny
- Quintal
- Seynod
- Vieugy
- Sevrier
- Saint-Jorioz
- Duingt
- Entrevernes
- Leschaux
- La Chapelle-Saint-Maurice
- Saint-Eustache

### Canton d'Annecy-Nord (1861 à 1973)
- Annecy (en partie)
- Alex
- Annecy-le-Vieux
- Argonnex
- Avregny
- La Balme-de-Sillingy
- Bluffy
- Charvonnex
- Choisy
- Cuvat
- Dingy-Saint-Clair
- Épagny
- Ferrières
- Menthon
- Mésigny
- Metz
- Nâves
- Pringy
- Saint-Martin-Bellevue
- Sallenôves
- Sillingy
- Talloires
- Veyrier-du-Lac
- Villy-le-Pelloux

## Histoire administrative
Lors de l'annexion du duché de Savoie à la France révolutionnaire en 1792, la région annécienne est organisée en canton avec Annecy pour chef-lieu, au sein du département du Mont-Blanc, dans le district d'Annecy. Ce nouveau canton comptait quatorze communes : Annecy ; Annecy-le-Vieux ; Epagny-d'Annecy ; Etercy ; Chavanod ; Gévrier ; Meithet ; Montagny ; Naves ; Poisy ; Quintal ; Sevrier ; Seynod et Vieugy, avec 10 313 habitants. Avec la réforme de 1800, le canton disparait et est divisé en cantons d'Annecy-Nord (22 communes) et d'Annecy-Sud (29 communes), dans l'arrondissement communal d'Annecy, toujours dans le département du Mont-Blanc,.
En 1814, le duché de Savoie retourne dans le giron de la maison de Savoie. La nouvelle organisation de 1816 comprend le mandement sarde d'Annecy avec 29 communes, au sein de la province de Genevois. Les communes sont Annecy ; Annecy-le-Vieux ; Argonnex ; Avregny ; La Balme-de-Sillingy ; Cercier ; Chapeiry ; Charvonnex ; Chavanod ; Choisy ; Cuval ; Epagny ;  Ferrières ; Gévrier ; Lovagny ; Meithet ; Metz ; Montagny ; Naves ; Nonglard ; Poisy ; Pringy ; Saint-Martin ; Sallenove ; Seynod ; Sillingy ; Vieugy et Villy-le-Pelloux. La nouvelle réforme de 1818 modifie l'organisation et le canton passe à  26 communes avec l'ajout de Alex, Allonzier, Bluffy, Dingy-Saint-Clair, Menthon, Mésigny, Talloires, Verrier et le retrait de Chapeiry, Chavanod, Gévrier, Lovagny, Meithet, Montagny, Nonglard, Poisy, Seynod, Vieugy. En 1837, le mandement d'Annecy possède toujours la même organisation autour des 26 communes, au sein de la division administrative d'Annecy.
Au lendemain de l'Annexion de 1860, le duché de Savoie est réunis à la France et retrouve une organisation cantonale, au sein du nouveau département de la Haute-Savoie (créé par décret impérial le 15 juin 1860). La région annécienne est à nouveau réorganisée avec un canton Nord et un canton Sud. En 1973, un redécoupage territorial met en place les cantons d'Annecy-Nord-Ouest, Annecy-Centre et d'Annecy-Nord-Est et la création de celui d'Annecy-le-Vieux.
Le redécoupage cantonal de 2014 met en place deux nouveaux cantons : Annecy-1 (fraction Annecy + La Balme-de-Sillingy ; Choisy ; Lovagny ; Mésigny ; Meythet ; Nonglard ; Poisy ; Sallenôves ; Sillingy) et Annecy-2 (fraction Annecy + Sévrier).

## Représentation

### Annecy-Nord: conseillers généraux (1861-1973)
| Période | Période | Identité         | Étiquette                | Qualité                                                                 |
| ------- | ------- | ---------------- | ------------------------ | ----------------------------------------------------------------------- |
| 1861    | 1864    | Aimé Levet       | Républicain Opportuniste | Avocat, Maire d'Annecy Président du Conseil Général (1861-1864)         |
| 1864    | 1871    | Jean Laeuffer    | Républicain              | Directeur de la Manufacture d'Annecy et Pont                            |
| 1871    | 1892 †  | Louis Chaumontel | Républicain              | Avocat - Sénateur (1876-1892) - Maire d'Annecy (1870-1874 et 1875-1884) |
| 1892    | 1898    | Louis Grivaz     | DVG                      | Notaire                                                                 |
| 1898    | 1904    | Louis Boch       | Républicain Ind.         | Maire d'Annecy (1896-1904)                                              |
| 1904    | 1907    | Ferdinand Girod  | Rad.                     | Restaurateur Adjoint au Maire d'Annecy                                  |
| 1907    | 1922    | Marius Ferrero   | Rad.                     | Epicier Maire d'Annecy (1904-1910)                                      |
| 1922    | 1936 †  | Claudius Gallet  | Rad.                     | Médecin à Annecy Conseiller municipal d'Annecy Sénateur (1921-1936)     |
| 1936    | 1940    | André Bouchet    | Entente républicaine     | - Avocat - Conseiller municipal d'Annecy                                |
|         |         |                  |                          |                                                                         |
| 1945    | 1949    | André Bouchet    | MRP                      | Avocat Conseiller municipal d'Annecy                                    |
| 1949    | 1951    | Arthur Lavy      | RPF                      | Administrateur des contributions directes Maire d'Argonnex              |
| 1951    | 1961    | Georges Volland  | RPF puis DVD             | Notaire Maire d'Annecy (1947-1953)                                      |
| 1961    | 1973    | Charles Bosson   | MRP puis CD              | Avocat Maire d'Annecy (1953-1975)                                       |

### Conseillers d'arrondissement d'Annecy-Nord (de 1861 à 1940)
Le canton d'Annecy-Nord avait deux conseillers d'arrondissement. 
| Période                                  | Période      | Identité                        | Étiquette            | Qualité |
| ---------------------------------------- | ------------ | ------------------------------- | -------------------- | --- |
| 1871                                     |              | Léonce Duparc (1844-1907)       |                      | Avocat à Annecy                                                                                             |
| 1871                                     |              | Claude Marie Duparc (1829-1900) |                      | Médecin à Annecy                                                                                            |
|                                          |              |                                 |                      | |
| 1895                                     |              | François Provent                |                      | Adjoint au maire d'Annecy                                                                                   |
|                                          |              |                                 |                      | |
| juil.1935                                | Déc.1935     | François Mossaz                 | Républicain          | Conseiller municipal d'Épagny                                                                               |
| déc.1925                                 | 1936 (décès) | Auguste Lachat                  | URD                  | Maire de Pringy                                                                                             |
| av.1931                                  | 1931         | M. Bertherat                    | URD                  | |
| 1931                                     | 19..         | Claudius Luiset                 |                      | Cultivateur, Maire de Sillingy                                                                              |
| 1936                                     | 1940         | Édouard Bertherat               | Entente républicaine | Cafetier à Sallenôves                                                                                       |
| av.1937                                  | 1940         | Joseph Éminet                   | Entente républicaine | Maire de Nâves                                                                                              |
| 1940                                     |              |                                 |                      | Les conseils d'arrondissement ont été suspendus par la loi du 12 octobre 1940 et n'ont jamais été réactivés |
| Les données manquantes sont à compléter. |              |                                 |                      | |

### Annecy-Sud: conseillers généraux (1861-1973)
| Période | Période                                  | Identité                | Étiquette                | Qualité |
| ------- | ---------------------------------------- | ----------------------- | ------------------------ | --- |
| 1861    | 1871                                     | Scipion Ruphy           |                          | Avocat, Baron, propriétaire à Saint-Jeoire. Militant favorable à l'Annexion de la Savoie.                                                                                      |
| 1871    | 1876 (démission)                         | Félix Brunier           |                          | Capitaine de la Garde Nationale, avocat Adjoint au Maire d'Annecy |
| 1876    | 1877                                     | Joseph Bouvard          | Catholique Conservateur  | Avoué, maire de Sevrier (1866-1892) |
| 1877    | 1891 †                                   | Jean-Louis Grivaz       | Républicain Conservateur | Notaire Conseiller municipal d'Annecy |
| 1891    | 1895                                     | Camille Dunant          | Républicain Libéral      | Magistrat Premier adjoint au Maire d'Annecy |
| 1895    | 1904 (démission) (élu à Alby-sur-Chéran) | Léon Berthet            | Républicain              | Avocat Député (1898-1910) |
| 1904    | 1907                                     | Eugène Aussédat         | Républicain              | Industriel cartonnier Maire de Cran-Gevrier |
| 1907    | 1913                                     | Albert Crolard          | Républicain Conservateur | Directeur de la papeterie de Cran-Gevrier Député (1910-1924) |
| 1913    | 1940                                     | Joseph Blanc            | Rad.                     | - Instituteur puis directeur des classes primaires au lycée de garçons d'Annecy - Maire d'Annecy (1909-1941) - Président du Conseil Général (1935-1937) - Sénateur (1936-1941) |
|         |                                          |                         |                          | |
| 1945    | 1966 (décès)                             | Jean Clerc              | MRP                      | -Négociant - Président du Conseil Général (1955-1958) - Conseiller municipal d'Annecy - Ancien Député (1932-1936) - Sénateur (1948-1966)                                       |
| 1966    | 1973                                     | Max Decarre (1925-1991) | CD                       | Maire de Seynod Elu en 1973 dans le Canton de Seynod |

### Conseillers d'arrondissement du canton d'Annecy Sud (de 1861 à 1940)
| Période | Période      | Identité                    | Étiquette          | Qualité |
| ------- | ------------ | --------------------------- | ------------------ | --- |
| 1871    | 1884 (décès) | Louis Dunand                |                    | Propriétaire à Pringy                                                                                                 |
|         |              |                             |                    | |
| 1892    |              | Jean-François Chappuis      | Républicain        | Maire de Seynod |
|         |              |                             |                    | |
| av.1922 |              | M. Duchêne                  |                    | |
| 1922    | 1940         | Auguste Siméon (né en 1860) | Radical            | Épicier, maire de Saint-Jorioz (1905-1943)                                                                            |
|         | 1926 (décès) | M. Berthod                  | Cartel des gauches | |
| 1926    | 1931         | Jean Vernex                 | Union républicaine | |
| 1931    | 1940         | François Mièvre (1895-1963) | Radical            | Cultivateur puis contremaître d'usine, maire de Lovagny (1927-1940 et 1944-1953) Révoqué par le Gouvernement de Vichy |
| 1940    |              |                             |                    | Les conseils d'arrondissement ont été suspendus par la loi du 12 octobre 1940 et n'ont jamais été réactivés           |